# Gordan Lederer
Gordan Lederer (Zagreb, 21. travnja 1958. – brdo Čukur iznad Hrvatske Kostajnice, 10. kolovoza 1991.), bio je hrvatski fotograf i TV-snimatelj, HTV-ov djelatnik. Jedna je od prvih i najpoznatijih žrtava velikosrpske agresije na Hrvatsku. Poginuo je na radnom mjestu, pogođen snajperskim metkom, snimajući hrvatske borce u akciji na brdu Čukur iznad Hrvatske Kostajnice 10. kolovoza 1991. godine tijekom srpskih napada na Pounje. Iza sebe je ostavio mnoge video zapise koji i danas vrlo slikovito govore o prvim danima Domovinskog rata. Poznat je naknadni montažni uradak njegovih ratnih snimaka Banijska ratna praskozorja.

## Životopis
Gordan Lederer rodio se u Zagrebu 1958. godine. Osnovnu školu i gimnaziju završio je u Zagrebu. Nakon toga završio je školu za fotoreportere Jugoslavenskog instituta za novinarstvo u Beogradu. Studij filmskog i tv-snimanja na Akademiji dramske umjetnosti u Zagrebu upisao je 1983. godine gdje je i diplomirao 1989. godine s dokumentarnim filmom Samoća (S. Aničić, 1987.) u produkciji ADU. Godine 1986. započeo je studij arheologije na Filozofskom fakultetu. Iste godine režirao je i snimio, u suautorstvu s Mojmirom Koničem, kratkometražni animirano-eksperimentalni film Maybridge i comp., za koji su dobili nagrade. Godine 1989. u Inter-univerzitetskom centru u Dubrovniku započeo je poslijediplomski studij Kulturna povijest istočnojadranske obale.
Kao fotograf po narudžbi uvećavao je fotografske portrete, npr. za predvorje Kinoteke i kinematografa "Studio". U "Croatia-filmu" radio je kao snimatelj animacije na dugometražnom animiranom filmu Čudesna šuma na kojem je primijenio i opisao vlastita inovativna rješenja za scenu oluje (posmrtno objavljeno 2000. godine), te na njegovu nastavku Čarobnjakov šešir kao trik-majstor, kao i na drugim kratkim animiranim radovima. Prešavši na televiziju pokrenuo je rad strukovne snimateljske sekcije, s fotografskom izložbom profesionalnih snimatelja pokraj "trga" u zgradi Hrvatske televizije. 
Kao televizijski snimatelj radio je u raznim ambijentima, od dočeka Nove 1990. godine na Trgu bana Jelačića, preko nogometnih stadiona do redakcija emisija iz kulture. Na poticaj voditeljice televizijskih vijesti Mirjane Rakić kod nas je prvi primijenio krupni snimateljski kadar ("talking head" iz televizijskog žargona). Za televizijske prijenose je snimao i prve sjednice Hrvatskoga sabora, pri donošenju Ustava slučajno na mjestu uz stol predsjedavajućega, no kao tehničko osoblje nije našao svoje mjesto na saborskoj slici prisutnih koju je naslikala akad. slikarica Jadranka Fatur.
Zahvaljujući arheološkoj izobrazbi je u nizu produkcija obavljao scenarističke zadatke stručnog suradnika. Na ovaj je način dospio u nesvakidašnji položaj autora-snimatelja, kakva je inače karakterističnija za autore putopisnih filmova. Iz tih je razloga, među ostalima, nastalo filmsko djelo Knin bez komentara koje je snimio samo s rasvjetljivačem Draženom Šimićem (veljača 1991. godine), reportažni rad visoke snimateljsko-estetske, montažne i novinarske kakvoće u kojem su pred kamerom bili samo domaći govornici.
Kao arheolog-amater prijavio je i predao nalaz skulpture rimskog vojnika kod Vratnika iznad Senja. U terenskim bilježnicama su mu ostali mnogobrojni zapisi izviđanja neistraženih nalazišta i obilazaka lokaliteta (okolica Zagreba, Istra, Dalmacija, Hercegovina, Prokletije itd.). Bio je pred prijavom filmografije kulturne povijesti istočnojadranske obale kao magistarskog rada (studij "Kulturna povijest istočnojadranske obale" u Međunarodnom centru hrvatskih sveučilišta u Dubrovniku 1990./1991.).
U travnju 1991. godine Lederer je zajedno s ratnim izvjestiteljem Zvonkom Zmazekom i Draženom Šimićem proveo tridesetak dana u Iranu, izvještavajući o Kurdima i vjerskoj skupini Šijita tijekom Zaljevskoga rata, te su tada snimili dokumentarni film Kurdska kolijevka traži utočište.

## Okolnosti pogibije
Budući da njegova inovativna snimateljska rješenja nisu išla na uštrb pouzdanosti snimka, već u ranoj fazi Domovinskog rata je bivao slan na snimanje i u rizičnim okolnostima. Njegov nemontirani snimak borbi za policijsku postaju u Pakracu iste je večeri 2. ožujka 1991. godine u zgradu HTV na Prisavlju došao vidjeti tadašnji hrvatski predsjednik vlade Josip Manolić. Nakon rata u Sloveniji za snimanje mu je davana i jedna od naprednijih ENG-kamera kojom je raspolagao HTV, ali mu čuveni dokumentarni snimci poput avionskog raketiranja teretnih kamiona u cestovnoj blokadi tenkovske kolone pri emitiranju nisu autorski potpisani. Kako bi zbog takvih postupaka osigurao autorsku potpisanost svojih snimaka prihvaćao se i sve riskantnijih snimanja.
Snajperski pogodak na snimateljskom zadatku pred Hrvatskom Kostajnicom 10. kolovoza 1991. godine nije bio slučajan, jer je u skupini s vojnicima koji su mu pokazali bojište gađan samo on a potom ga se na padini niz koju se otkotrljao gađalo ručnim bacačem granata. Novinar Vlado Mareš i snimatelj Veljko Đurović su 11. kolovoza snajperista intervjuirali za informativni program RTS. Njegovu su anonimiziranu siluetu po tvrdnji novinskog članka od 22. kolovoza 1991. godine prepoznali sugrađani iz Siska i član obitelji. Po tim je tvrdnjama riječ o Milanu Zoriću, koji je za vrijeme ročne vojne službe bio uvježban za snajperista.
Iako se radilo o profesionalnom novinaru bez afilijacije s oružanim snagama, doskora i snimateljski aktivnom s obje strane crte razdvajanja, zapovjednik zagrebačkog zbornog područja JNA general Andrija Rašeta nije dopustio helikopterski let do bolnice u Zagrebu. Sati izgubljeni u cik-cak prijevozu zapriječenim cestama bili su presudni za gubitak snimateljevog života.
Novine su objavile rukom pisani list majke poginulog snimatelja, primarijusa anesteziološko-reanimatološke službe Kliničke bolnice Sv. Duh dr. Vlaste Lederer, kojim je javnosti obznanila da su za smrt njezinoga sina krivi četnici i JNA.
Milan Zorić je 26. studenoga 1999. godine na Županijskom sudu u Sisku u izočnosti osuđen na kaznu zatvora od 15 godina. Na njegovu žalbu Vrhovni sud Republike Hrvatske je 18. rujna 2002. godine odbacio optužbu jer je Vojni sud 7. listopada 1996. godine u Zagrebu u ovom postupku obustavio kazneni postupak zbog primjene Zakona o općem oprostu. Ledererova obitelj saznala je za presude tek 2011. godine.

## Posljednji ispraćaj
Dana 12. kolovoza 1991. godine bila je komemoracija za Gordana Lederera u prostorijama Hrvatske radiotelevizije. Pokopan je 13. kolovoza 1991. godine na zagrebačkome groblju Mirogoju, a posljednjemu ispraćaju nazočilo je više tisuća ljudi.

## Nagrade i priznanja
- 1986.: Prvomajska nagrada Sveučilišta u Zagrebu za film Muybridge i comp.
- 1986.: Nagrada Sedam sekretara SKOJ-a (zlatna jabuka) za film Muybridge i comp.
- 1986.: nagrada ASIFA za najbolji debitantski film na „33. festivalu jugoslavenskog dokumentarnog i kratkometražnog filma“ u Beogradu za film Muybridge i comp.
- 1993.: Posebno priznanje Hrvatskog novinarskog društva za osobite zasluge na području novinarstva u Domovinskom ratu.
- 1993.: Na prijedlog Odbora za dodjelu nagrade Vladimir Nazor Gordan Lederer i skupina poginulih snimatelja dobili su posmrtno za svoj rad Posebno priznanje Ministarstva kulture Republike Hrvatske.
- 1996.: Odličje Reda Petra Zrinskog i Frana Krste Frankopana s pozlaćenim pleterom.[16]

## Spomen
- Grad Hrvatska Kostajnica je na mjestu gdje je Gordan Lederer pogođen postavila spomenik, Slomljeni pejzaž, izrađen po nacrtu njegovoga oca, Prvislava Lederera.

»Slomljeni pejzaž prikazuje krug s lećom koja simbolizira kameru. Za to spomen obilježje vjeruje se kako je jedno od najljepših, najemotivnijih i najdubljih spomen obilježja Domovinskog rata. Dubina koju skriva ovaj spomenik leži u činjenicama da je Gordan Lederer pogođen snajperskim metkom. U tom trenutku kamera je pala i staklo objektiva je puklo. Prilaz koji vodi do spomenika sačinjen je od brojnih betonskih blokova koji tvore oblik filmske vrpce. Na svakom tom betonskom bloku upisan je detalj o Ledereru, njegovom životu i njegovoj karijeri. Također, betonski blokovi imaju crni rub koji, prema nekima, simbolizira tragičnost snimateljskog života. Drugi tvrde da crni rub služi kako bi se efekt filmske vrpce dočarao bolje posjetiteljima. Bilo kako bilo, efekt je dočaran. Posebnu čar daje natpis na kraju “filmske vrpce“ na kojemu piše: „SADA KADA MIROM DIŠU KOLOVOŠKA JUTRA, SJA KROZ BANIJSKA PRASKOZORJA SVIJETLA SJETA U OČIMA GORDANA LEDERERA”«
Do spomenika vodi Ulica Gordana Lederera (uz kanal Mitnicu).
- Godine 2012. u zagrebačkoj gradskoj četvrti Peščenica-Žitnjak jedna ulica imenovana je po njemu, Ulica Gordana Lederera.[18]
- 2018.: Po njemu je nazvan filmski festival, Festival domoljubnog filma Gordan Lederer. Ideju o pokretanju festivala potaknuo je Gradski ogranak Udruge hrvatskih dragovoljaca Domovinskog rata Grada Zaprešića, a to je festival "na kojemu se prikazuju igrani i dokumentarni filmovi iz šire hrvatske povijesti s posebnim naglaskom na događaje vezane uz Domovinski rat".[19]
- Spomen ploča s imenima hrvatskih novinara, snimatelja i tehničara ubijenim u Domovinskome ratu na kojoj je i ime Gordana Lederera postavljena je na zgradi Hrvatskog novinarskog doma u Zagrebu.[20]

## Vanjske poveznice
- Gordan Lederer, hrt.hr
- Životopis  Arhivirana inačica izvorne stranice od 23. ožujka 2010. (Wayback Machine), snimanje.adu.hr
- Razgovor s Prvislavom Ledererom 12. kolovoza 2002.  Arhivirana inačica izvorne stranice od 2. rujna 2021. (Wayback Machine), novilist.hr